# 爬升率

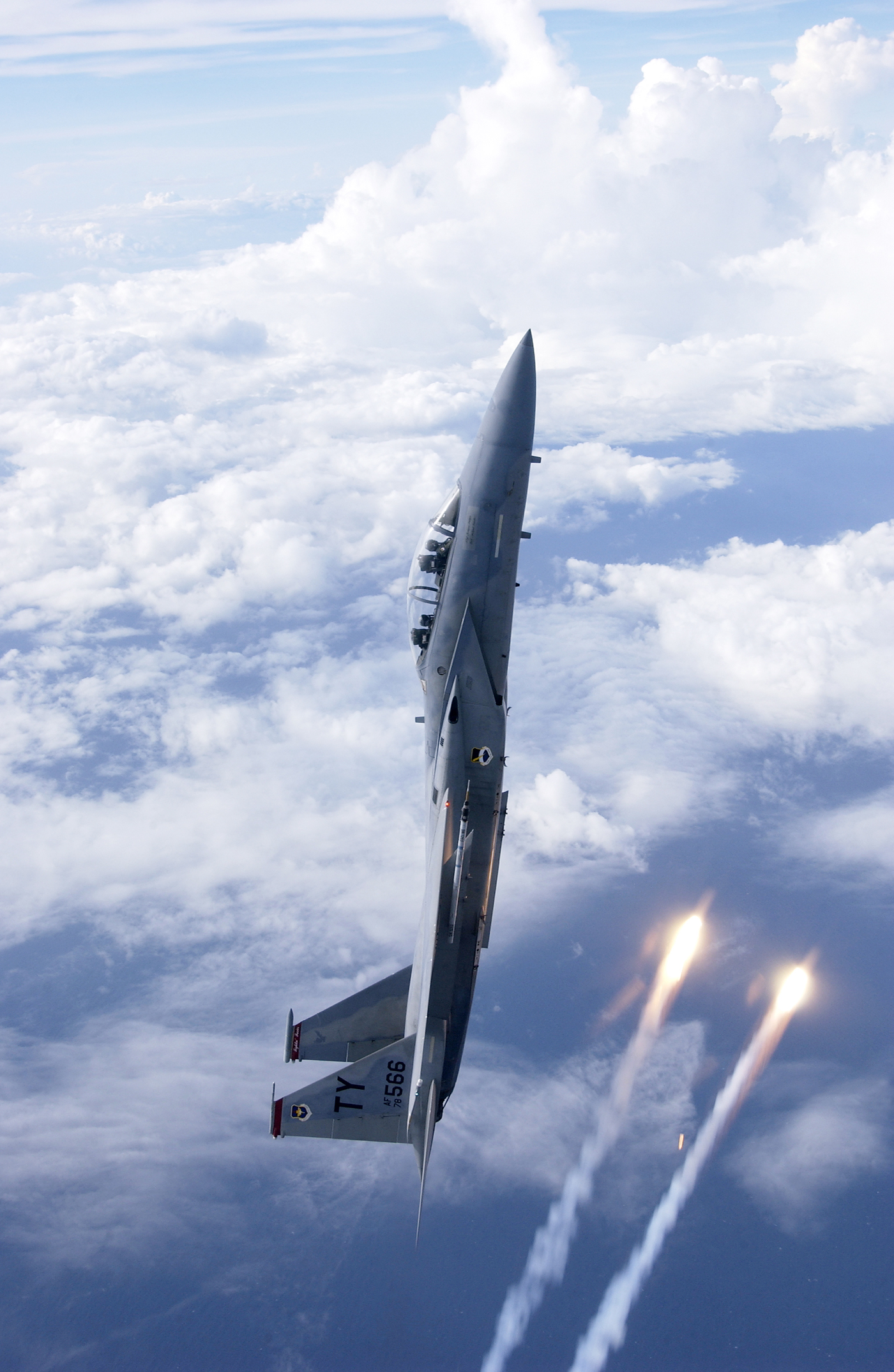
F-15的爬升

在空气动力学中，爬升率（Rate of climb,RoC）是指飞机升高海拔的速度。大部份國際民航組織會員國以英尺每分為爬升率的單位，縮寫為ft/min。其他國家則用公尺每秒為爬升率的單位，縮寫為m/s。飛機上會用垂直速度指示器（VSI）或瞬時垂直速度指示器（IVSI）顯示其爬升率。
飞机降低海拔的速度稱為下降率，對應爬升率為負值時的情形。
有人駕駛的飛機其最初爬升率的最高記錄是由米格-29戰鬥機創下的330 m/s（65,000 ft/min）。米格-29戰鬥機從海平面上昇到海拔6000米的平均爬升率為109m/s。

## 最大爬升坡度速度及最大爬升率速度
在飛机的V速度中的一些速度和爬升性能有關，其中最重要的二個是Vx及 Vy。
Vx為最大爬升坡度速度，而Vy為最大爬升率速度。Vx會小於Vy。
當飛機以Vx速度飛行時，可以在相同地面距離下有最大的高度增益。一般會出現在飛機推力和阻力的差為最大值（最大剩余推力，maximum excess thrust）時。若是噴射機，大約會在最小阻力速度，或是阻力－速度圖的最低點。
當飛機以Vy速度飛行時，可以在相同時間下有最大的高度增益。一般會出現在飛機在克服阻力後，剩餘動力為最大值（最大剩余動力，maximum excess power）時。爬升率和剩余動力成正比。
Vx隨海拔上昇而增加，而Vy隨海拔上昇而減少。當飛機到達絕對升限（absolute ceiling）的高度時，Vx等於Vy。飛機無法靠本身的升力到達高於絕對升限度的高度。